# Хёхст (Оденвальд)
Хёхст-им-Оденвальд (нем. Höchst im Odenwald) — община в Германии, в земле Гессен. Подчиняется административному округу Дармштадт. Входит в состав района Оденвальд.  Население составляет 9778 человек (на 31 декабря 2010 года). Занимает площадь 30,51 км².

## Фотографии

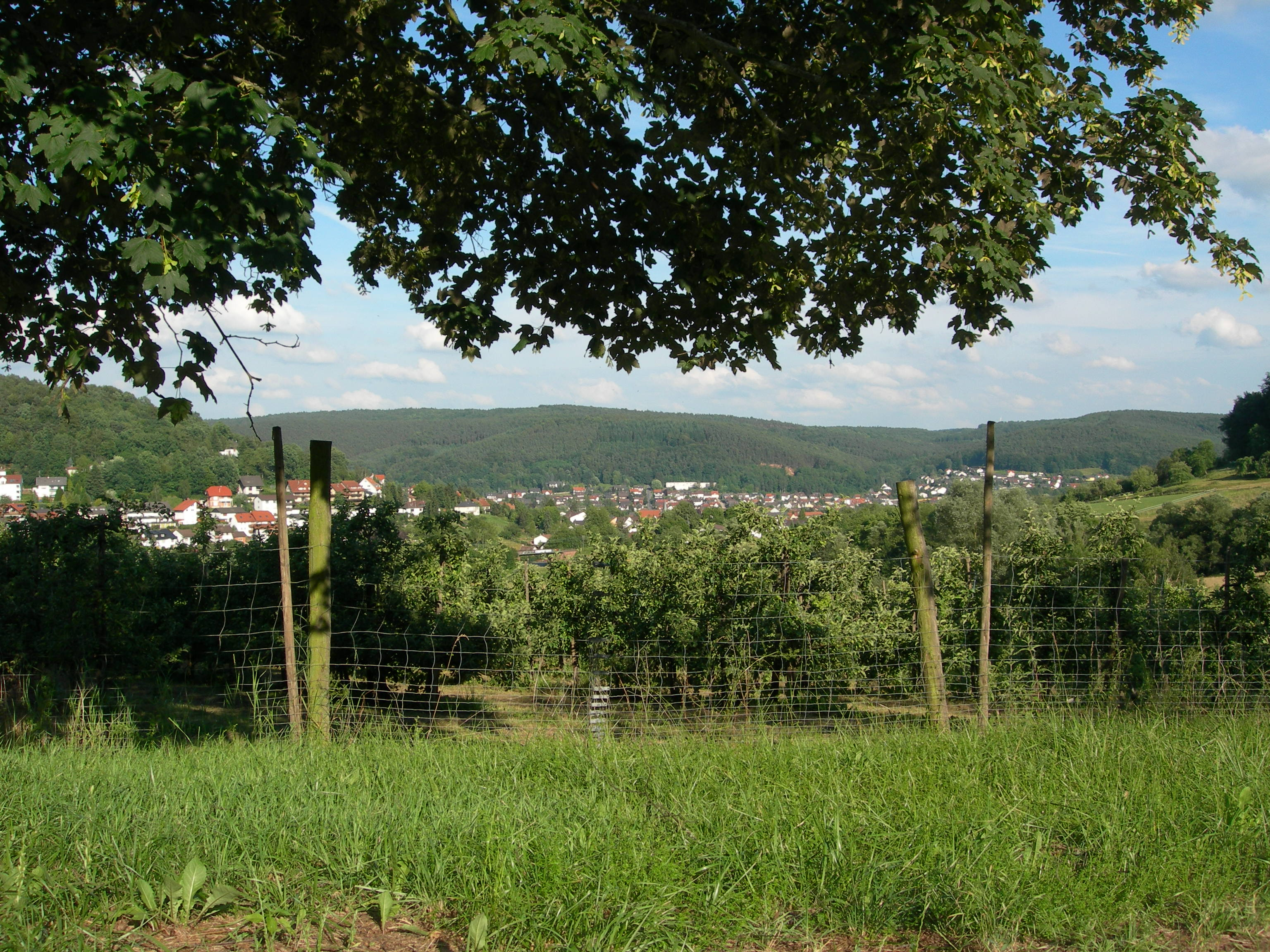
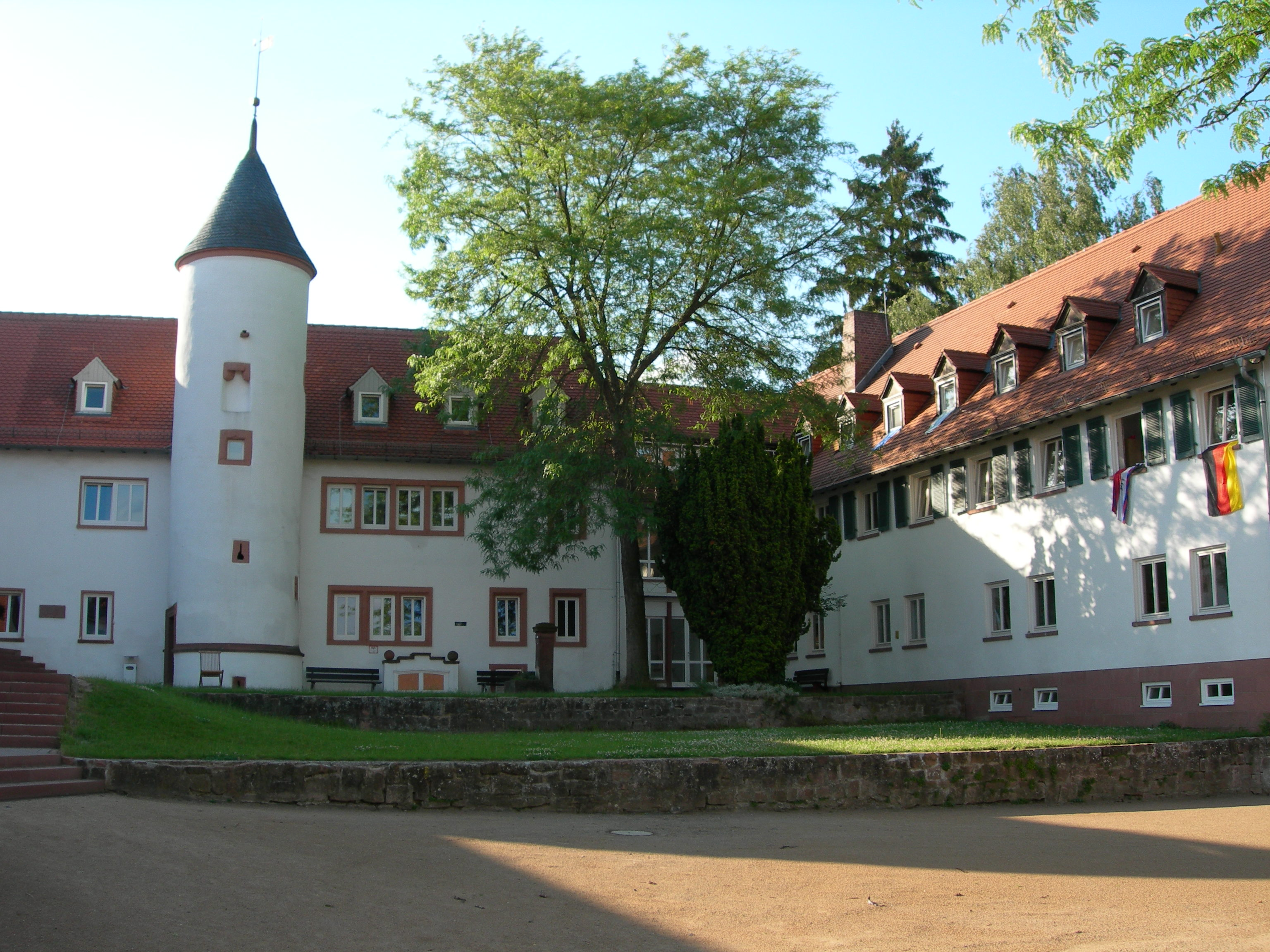